# Jakob Michael Reinhold Lenz
Jakob Michael Reinhold Lenz (n. 23 ianuarie 1751 - d. 4 iunie 1792) a fost un dramaturg german, reprezentant al mișcării „Sturm und Drang”.
Precursor al formei libere, a anticipat drama modernă și a fost un novator al tehnicii dramatice prin experimentarea unor mijloace scenice noi.
A scris piese cu tematică socială și atitudine antiaristocratică, pledând pentru libertatea pasiunilor.
Unele piese au un realism psihologic care frizează adesea grotescul.

## Scrieri
- 1774: Observații despre teatru („Anmerkungen übers Theater”)
- 1774: Majordomul („Der Hofmeister”)
- 1776: Soldații („Die Soldaten”)
- 1819: Pandaemonium germanicum
- 1882: Ermitul („Der Waldbruder”).

1. ↑  Lenz, Christian David[*] Verificați valoarea |titlelink= (ajutor)
2. ↑  Autoritatea BnF, accesat în 10 octombrie 2015
3. ↑  CONOR.SI[*] Verificați valoarea |titlelink= (ajutor)